# James Harden
James Edward Harden Jr (ur. 26 sierpnia 1989 w Los Angeles) – amerykański zawodowy koszykarz, występujący na pozycjach rozgrywającego oraz rzucającego obrońcy. MVP sezonu zasadniczego 2017/2018. Od 1 listopada 2023 gra w drużynie Los Angeles Clippers w lidze NBA. Złoty medalista Igrzysk Olimpijskich w Londynie, w 2012 roku oraz Mistrzostw Świata z 2014 roku w Hiszpanii.

## Dzieciństwo
Jest najmłodszym z trójki rodzeństwa. Dorastał na Rancho Dominguez, podlegającemu pod miasto Compton niedaleko Los Angeles. Matka wychowywała go samotnie, podczas gdy ojciec siedział w więzieniu.

## Początki kariery
James Harden uczęszczał do szkoły średniej Artesia High School w Lakewood w stanie Kalifornia. W ciągu trzech lat zdobył razem ze szkolną drużyną koszykówki dwa tytuły mistrza stanu. Harden kontynuował sukcesy w czasie nauki w college’u Arizona State, gdzie występował w zespole Sun Devils. W 2007 wystąpił w meczu gwiazd amerykańskich szkół średnich – McDonald’s All-American.
Dzięki dobrej grze nazwisko Jamesa coraz częściej było wymieniane wśród zawodników zasługujących do zaprezentowania swego talentu w przyszłości w rozgrywkach NBA. Na dowód tego twierdzenia już jako uczeń college’u otrzymywał wiele nagród i wyróżnień, m.in. został wybrany najlepszym zawodnikiem sezonu 2008/2009 ligi NCAA w konferencji Pacific-10 (Pacific-10 Conference’s Player of the Year). Po karierze w college’u koszykarz zdecydował się na zgłoszenie do draftu NBA na sezon 2009-10.

## NBA
Harden w drafcie uzyskał 3. miejsce. To sprawiło, że trafił do Oklahoma City Thunder. Był pierwszym zawodnikiem wybranym przez ten klub, który wcześniej istniał pod szyldem Seattle SuperSonics. W swoim debiutanckim sezonie w NBA Harden notował średnio 9,9 punktu, 3,2 zbiórki i 1,8 asysty na mecz. Wystąpił również w Rookie Challenge, w którym zdobył 22 punkty. Najlepszy rezerwowy ligi w sezonie 2011/2012.
27 października 2012 został wymieniony do Houston Rockets po tym, jak nie mógł się porozumieć z Oklahoma City Thunder w sprawie nowego kontraktu. Z Rockets podpisał przedłużenie o 5 lat umowy, dzięki czemu zarobił ponad 78 milionów dolarów. Pierwsze mecze w barwach nowej drużyny były dla niego bardzo udane. W meczu otwarcia sezonu zdobył 37 punktów przeciwko Detroit Pistons, a w drugim meczu 45 przeciwko Atlanta Hawks, bijąc swój rekord życiowy. 5 listopada 2012 został wybrany najlepszym graczem pierwszego tygodnia rozgrywek w Konferencji Zachodniej. 20 lutego 2013 w meczu przeciwko Oklahoma City Thunder pobił rekord życiowy, zdobywając 46 punktów.
4 czerwca 2014 został wybrany do pierwszej piątki All-NBA Team za sezon 2013/14
Swój nowy rekord punktowy ustanowił 1 kwietnia 2015 roku w meczu przeciwko Sacramento Kings. Zanotował wówczas 51 punktów. Rekord ten został przez niego pobity 31 grudnia 2016 roku w meczu przeciwko New York Knicks. Zdobył 53 punkty, dodatkowo zaliczył Triple-double, notując 17 zbiórek i 16 asyst. Było to jego 17 triple-double w karierze oraz czwarty mecz z dorobkiem ponad 50 punktów. Wyrównał też rekord triple-double w liczbie zdobytych punktów (53, w sezonie 1967/68 Wilt Chamberlain uzyskał 53 punkty, 32 zbiórki oraz 14 asyst). Po tym spotkaniu został też pierwszym zawodnikiem w historii NBA, który uzyskał triple-double na poziomie co najmniej 50-15-15.
30 stycznia 2018 ustanowił nowy rekord NBA, uzyskując najwyższą liczbę punktów (60) w triple-double, podczas konfrontacji Houston Rockets z Orlando Magic.
W sezonach 2014/2015, 2016/2017 i 2018/2019 zajął drugie miejsce w głosowaniu na MVP sezonu.
14 stycznia 2021 trafił w wyniku wymiany do Brooklyn Nets. 10 lutego 2022 został wytransferowany do Philadelphia 76ers. Od listopada 2023 zawodnik Los Angeles Clippers.

## Osiągnięcia
Stan na 3 maja 2023, na podstawie, o ile nie zaznaczono inaczej.

### NCAA
- Uczestnik:
  - ćwierćfinałów turnieju NIT (2008)
  - II rundy turnieju NCAA (2009)
- Zawodnik roku konferencji PAC-10 (2009)[22]
- Zaliczony do:
  - I składu:
    - All-American (2009)
    - PAC-10 (2008, 2009)
    - turnieju:
      - PAC-10 (2009)
      - Anaheim Classic (2009)

    - pierwszoroczniaków PAC-10 (2008)
- Uczelnia Arizona State zastrzegła należący do niego numer 13

### NBA
- Wicemistrz NBA (2012)[23]
- MVP:
  - sezonu zasadniczego (2018)[24]
  - miesiąca Konferencji Zachodniej (grudzień 2014, styczeń 2015, kwiecień 2016)
  - tygodnia Konferencji Zachodniej (5.11.2012, 7.01.2013, 25.03.2013, 3.03.2014, 10.03.2014, 15.12.2014, 29.12.2014, 6.04.2015, 9.11.2015, 14.11.2016, 19.12.2016)
- Najlepszy rezerwowy ligi (2012)[25]
- Wielokrotnie wybierany do udziału w meczu gwiazd NBA (2013–2021[26], 2022[a])[28]
- Uczestnik:
  - NBA Rookie Challenge (2010, 2011)
  - konkursu rzutów za 3 punkty organizowanego podczas NBA All-Star Weekend (2015, 2016)
- Zaliczony do:
  - I składu All-NBA (2014, 2015, 2017, 2018[29], 2019[30], 2020[31])
  - II składu debiutantów NBA (2010)[32]
  - III składu All-NBA (2013)
  - składu najlepszych zawodników w historii NBA, wybranego z okazji obchodów 75-lecia istnienia ligi (2021)[33]
- Lider:
  - sezonu regularnego w:
    - średniej zdobytych punktów (2018, 2019, 2020)[34]
    - rozegranych minutach (2016)
    - średniej asyst (2017 – 11,2, 2023 – 10,7)[35]

  - play-off w liczbie celnych rzutów wolnych (2015)[35]

### Reprezentacja
- Mistrz:
  - świata (2014)
  - mistrz olimpijski (2012)[36]

## Statystyki
Stan na koniec sezonu 2023/24, na podstawie.

### Sezon regularny
| Sezon   | Drużyna       | M    | S5  | MPG  | FG%   | 3P%   | FT%   | RPG | APG  | SPG | BPG | PPG  |
| ------- | ------------- | ---- | --- | ---- | ----- | ----- | ----- | --- | ---- | --- | --- | ---- |
| 2009/10 | Oklahoma City | 76   | 0   | 22,9 | 40,3% | 37,5% | 80,8% | 3,2 | 1,8  | 1,1 | 0,3 | 9,9  |
| 2010/11 | Oklahoma City | 82   | 5   | 26,7 | 43,6% | 34,9% | 84,3% | 3,1 | 2,1  | 1,1 | 0,3 | 12,2 |
| 2011/12 | Oklahoma City | 62   | 2   | 31,4 | 49,1% | 39,0% | 84,6% | 4,1 | 3,7  | 1,0 | 0,2 | 16,8 |
| 2012/13 | Houston       | 78   | 78  | 38,3 | 43,8% | 36,8% | 85,1% | 4,9 | 5,8  | 1,8 | 0,5 | 25,9 |
| 2013/14 | Houston       | 73   | 73  | 38,0 | 45,6% | 36,6% | 86,6% | 4,7 | 6,1  | 1,6 | 0,4 | 25,4 |
| 2014/15 | Houston       | 81   | 81  | 36,8 | 44,0% | 37,5% | 86,8% | 5,7 | 7,0  | 1,9 | 0,7 | 27,4 |
| 2015/16 | Houston       | 82   | 82  | 38,1 | 43,9% | 35,9% | 86,0% | 6,1 | 7,5  | 1,7 | 0,6 | 29,0 |
| 2016/17 | Houston       | 81   | 81  | 36,4 | 44,0% | 34,7% | 84,7% | 8,1 | 11,2 | 1,5 | 0,5 | 29,1 |
| 2017/18 | Houston       | 72   | 72  | 35,4 | 44,9% | 36,7% | 85,8% | 5,4 | 8,8  | 1,8 | 0,7 | 30,4 |
| 2018/19 | Houston       | 78   | 78  | 36,8 | 44,2% | 36,8% | 87,9% | 6,6 | 7,5  | 2,0 | 0,7 | 36,1 |
| 2019/20 | Houston       | 68   | 68  | 36,5 | 44,4% | 35,5% | 86,5% | 6,6 | 7,5  | 1,8 | 0,9 | 34,3 |
| 2020/21 | Houston       | 8    | 8   | 36,3 | 44,4% | 34,7% | 88,3% | 5,1 | 10,4 | 0,9 | 0,8 | 24,8 |
| 2020/21 | Brooklyn      | 36   | 35  | 36,6 | 47,1% | 36,6% | 85,6% | 8,5 | 10,9 | 1,3 | 0,8 | 24,6 |
| 2021/22 | Brooklyn      | 44   | 44  | 37,0 | 41,4% | 33,2% | 86,9% | 8,0 | 10,2 | 1,3 | 0,7 | 22,5 |
| 2021/22 | Philadelphia  | 21   | 21  | 37,7 | 40,2% | 32,6% | 89,2% | 7,1 | 10,5 | 1,2 | 0,2 | 21,0 |
| 2022/23 | Philadelphia  | 58   | 58  | 36,8 | 44,1% | 38,5% | 86,7% | 6,1 | 10,7 | 1,2 | 0,5 | 21,0 |
| 2023/24 | L.A. Clippers | 72   | 72  | 34,3 | 42,8% | 38,1% | 87,8% | 5,1 | 8,5  | 1,1 | 0,8 | 16,6 |
| Razem   |               | 1072 | 858 | 34,7 | 44,1% | 36,4% | 86,1% | 5,6 | 7,1  | 1,5 | 0,6 | 24,1 |

### Play-offy
| Sezon | Drużyna       | M   | S5  | MPG  | FG%   | 3P%   | FT%   | RPG | APG | SPG | BPG | PPG  |
| ----- | ------------- | --- | --- | ---- | ----- | ----- | ----- | --- | --- | --- | --- | ---- |
| 2010  | Oklahoma City | 6   | 0   | 20,0 | 38,7% | 37,5% | 84,2% | 2,5 | 1,8 | 1,0 | 0,2 | 7,7  |
| 2011  | Oklahoma City | 17  | 0   | 31,6 | 47,5% | 30,3% | 82,5% | 5,4 | 3,6 | 1,2 | 0,8 | 13,0 |
| 2012  | Oklahoma City | 20  | 0   | 31,5 | 43,5% | 41,0% | 85,7% | 5,1 | 3,4 | 1,6 | 0,1 | 16,3 |
| 2013  | Houston       | 6   | 6   | 40,5 | 39,1% | 34,1% | 80,3% | 6,7 | 4,5 | 2,0 | 1,0 | 26,3 |
| 2014  | Houston       | 6   | 6   | 43,8 | 37,6% | 29,6% | 90,0% | 4,7 | 5,8 | 2,0 | 0,2 | 26,8 |
| 2015  | Houston       | 17  | 17  | 37,4 | 43,9% | 38,3% | 91,6% | 5,7 | 7,5 | 1,6 | 0,4 | 27,2 |
| 2016  | Houston       | 5   | 5   | 38,6 | 41,0% | 31,0% | 84,4% | 5,2 | 7,6 | 2,4 | 0,2 | 26,6 |
| 2017  | Houston       | 11  | 11  | 37,0 | 41,3% | 27,8% | 87,8% | 5,5 | 8,5 | 1,9 | 0,5 | 28,5 |
| 2018  | Houston       | 17  | 17  | 36,5 | 41,0% | 29,9% | 88,7% | 5,2 | 6,8 | 2,2 | 0,6 | 28,6 |
| 2019  | Houston       | 11  | 11  | 38,5 | 41,3% | 35,0% | 83,7% | 6,8 | 6,6 | 2,2 | 0,9 | 31,6 |
| 2020  | Houston       | 12  | 12  | 37,3 | 47,8% | 33,3% | 84,5% | 5,6 | 7,7 | 1,5 | 0,8 | 29,6 |
| 2021  | Brooklyn      | 9   | 9   | 35,8 | 47,2% | 36,4% | 90,3% | 6,3 | 8,6 | 1,7 | 0,7 | 20,2 |
| 2022  | Philadelphia  | 12  | 12  | 39,9 | 40,5% | 36,8% | 89,3% | 5,7 | 8,6 | 0,8 | 0,7 | 18,6 |
| 2023  | Philadelphia  | 11  | 11  | 38,8 | 39,3% | 37,8% | 87,3% | 6,2 | 8,3 | 1,8 | 0,4 | 20,3 |
| 2024  | L.A. Clippers | 6   | 6   | 40,3 | 44,9% | 38,3% | 90,6% | 4,5 | 8,0 | 1,0 | 1,0 | 21,2 |
| Razem |               | 166 | 123 | 36,1 | 42,5% | 34,0% | 87,0% | 5,5 | 6,4 | 1,6 | 0,5 | 22,7 |